# 甘比薩拉
甘比薩拉（英語：Gambissara）是西非國家甘比亞東南部的小鎮，靠近塞內加爾邊境，位於上河區的芙拉杜西。根據2009年的調查報告，居住在甘比薩拉的人口數量為10,102人。